# Songs of Travel and Other Verses
Songs of Travel and Other Verses – tomik wierszy szkockiego powieściopisarza i poety Roberta Louisa Stevensona, opublikowany w 1896 nakładem londyńskiej oficyny Chatto & Windus. Zbiorek zawiera 44 utwory. Powstały one w ostatnim roku życia poety, na Samoa.